# Gospodarstwo domowe
Gospodarstwo domowe – w naukach ekonomicznych definiuje się jako podstawową jednostkę gospodarującą, której celem jest zaspokojenie wspólnych i osobistych potrzeb jego członków. Jest to jednostka ekonomiczna o walorach społecznych, zgłaszających zapotrzebowanie na dobra i usługi.
Gospodarstwo domowe to autonomiczna jednostka ekonomiczna, trwale uprawiająca działalność. To zarówno jednoosobowy, jak i wieloosobowy zespół osób spokrewnionych lub niespokrewnionych, wspólnie utrzymujących się i podejmujących decyzje o zagospodarowaniu środków w części lub w całości wniesionych do budżetu domowego. Jedną z kategorii wyróżniających gospodarstwo domowe jest mieszkanie – gospodarstwo domowe to zespół osób zamieszkujących jedno mieszkanie.
Podstawowe przychody gospodarstw domowych pochodzą z:
- wynagrodzeń pracowników;
- dochodów z tytułu własności;
- transferów otrzymywanych z innych sektorów;
- sprzedaży produktów rynkowych;
- przypisanych umownie przychodów z produkcji wyrobów i usług na cele własnego spożycia.

## Polska
Zgodnie z definicją GUS gospodarstwo domowe to zespół osób zamieszkujących razem i wspólnie utrzymujących się. GUS w instrukcji do Narodowego Spisu Powszechnego uznał, że członkowie rodzin mieszkających wspólnie, ale utrzymujących się oddzielnie, stanowią odrębne gospodarstwa domowe.
Przeciętny majątek polskiego gospodarstwa domowego w 2014 roku wyniósł 257 tysięcy złotych.